# 萧森
萧森（1914年—2004年7月16日），男，江西永新人，中华人民共和国军事人物，中国人民解放军少将，第五届全国政协委员。